# Peptostreptococcus anaerobius
Peptostreptococcus anaerobius è una specie di batterio appartenente alla famiglia delle Peptostreptococcaceae.